# Nyíri Kristóf
Nyíri János Kristóf, Nyíri J. Kristóf (Rákoskeresztúr, 1944. június 2. –) Széchenyi-díjas (2009) magyar filozófus, egyetemi tanár, szakterülete a nyelvfilozófia, kommunikáció-filozófia és filozófiatörténet. A Magyar Tudományos Akadémiának 1993-tól levelező, 2001-től rendes tagja, 1995 és 2005 között az MTA Filozófiai Kutatóintézetének igazgatója, mely intézet az ő vezetése alatt indította el 2003. november 13-án a Magyar Virtuális Enciklopédiát.
Elméleti kutatásai mellett gyakorlati programok kezdeményezője, ezek között a 2001-ben kezdődött Mobil Információs társadalom című, az MTA és a T-Mobile égisze alatt zajló nemzetközi kutatása a legismertebb. Legújabb írásainak tárgya a képek szerepe a gondolkodásban valamint az időfogalom. 2012 júniusában jelenik meg Zeit und Bild: Philosophische Studien zur Wirklichkeit des Werdens c. összefoglaló munkája. A Budapesti Műszaki és Gazdaságtudományi Egyetem professzora.

## Filozófiai pályaképe
1968-ban diplomázott az ELTE Bölcsészkarán filozófia és matematika szakon. Nyelvfilozófiai kutatásainak középpontjába Ludwig Wittgenstein került, amihez kapcsolódva a hetvenes években az Osztrák–Magyar Monarchia szellemi életét dolgozta fel (Lukács György, Robert Musil, Bécsi Kör). 1974-ben jelent meg első kiadása a Lendvai L. Ferenccel közösen írt A filozófia rövid története: a Védáktól Wittgensteinig című kézikönyvüknek. Publikációi jelentek meg, nem csak magyarul, hanem németül és angolul is, a modern filozófiatörténet, az osztrák-magyar eszmetörténet, a nyelvfilozófia és a társadalomfilozófia köréből. Az 1980-as években a konzervativizmus és hagyomány témakörével foglalkozott, majd az írásbeliség és szóbeliség társadalom- és kommunikációfilozófiai kérdéseivel (Walter Jackson Ong, Hajnal István). Elemzéseinek központi fogalma ekkoriban a másodlagos oralitás lett, ami az írásbeliség kizárólagossága utáni korszak (média, számítógép, internet) ismeretátadási és -áthagyományozási formáit írja le.
A kilencvenes évektől az informatikai eszközök használatának ismeretfilozófiai vonatkozásairól publikált. A 2000-es években az internet és a mobiltelefon elterjedésének filozófiai, társadalmi, oktatási hatásait tárgyalja. Fő tézise az oktatás és ismeretszerzés újkori kereteinek (tér, időbeosztás, időszak) fellazulása, ehhez kapcsolódva pedig a tekintély szerepének újraértelmeződése. Ekkortól Wittgensteinhez visszatérve a képi gondolkodás elsődlegességét elemzi tanulmányaiban. A képi gondolkodás sajátosságaira alapozva legújabb publikációiban az idő fogalmát és érzékelési sajátosságait kutatja.
1971 és 2004 között az ELTE oktatója, 1984-től tanszékvezető egyetemi tanár. Több külföldi egyetemen is tanított vendégtanárként (pl: Aarhus, Dánia). A nyolcvanas évek közepétől rendszeresen tanít Németországban, Ausztriában és az Egyesült Államokban.1990 szeptemberétől 1991 februárjáig Alexander von Humboldt-ösztöndíjjal a bochumi egyetemen kutatott. Publikációinak jelentős része külföldi kiadóknál és referált folyóiratokban jelent meg. 1993-tól az MTA levelező, 2001-től rendes tagja.

## Tudományszervezés
1995 és 2005 között az MTA Filozófiai Kutatóintézetének igazgatója. A kilencvenes évek közepén internetes egyetem létrejöttét szorgalmazta, kísérleti kurzusokat indított. 2001-től kezdeményezésére elindult az MTA és a T-Mobil mobilkutatási projektje, amelynek keretében nemzetközi konferenciák valamint magyar, angol és német nyelvű kötetek keretében vizsgálták a mobilhasználat hatását a nyelvhasználatra, közösségszerveződésre, oktatásra, kultúrára és olyan filozófiai fogalmak újraértelmezésére, mint a hely, a személyiség, az idő. A XXI. század tudományrendszere elnevezésű kutatási programjából két konkrét projekt indult: egyrészt a Mindentudás Egyeteme sorozat, másrészt a Magyar Virtuális Enciklopédia.

## Válogatott publikációi
- A demokráciák összeomlása és az új arisztokrácia szükségessége; PTE, Pécs, 2025
- Elfelejtett képelméletek; BME GTK Műszaki Pedagógiai Tanszék, Bp., 2016 (Képi Tanulás Műhelye füzetek)
- Kép és idő; Magyar Mercurius, Bp., 2011
- "A konzervatív időnézet" (2011)
- Mobilvilág. A kapcsolat és közösség új élményei; összeáll. Nyíri Kristóf; Magyar Telekom Nyrt., Bp., 2010
- "Hundred Years After: How McTaggart Became a Thing of the Past" (2008)
- "Film, Metaphor, and the Reality of Time" (2008)
- "Visualization and the Limits of Scientific Realism" (2008)
- "Szubjektív idő" (2008)
- Mobiltársadalomkutatás. Paradigmák, perspektívák; szerk. Nyíri Kristóf; MTA–T-Mobile–Uniworld Khe, Bp., 2007 (A 21. század kommunikációja)
- "Der Mobilgefährte im Breitbandstrom" / "Mobiltárs a szélessáv sodrában" (2006)
- WRITINGS ON THE THEORY OF CONSERVATISM, 1975–2003 (in Hungarian)
- "Idő és kommunikáció" (2007) / "Time and Communication" (2005)
- Túl az iskolafilozófián. A 21. század bölcseleti élménye; szerk. Nyíri Kristóf, Palló Gábor; Áron, Bp., 2005
- Hagyomány és képi gondolkodás; MTA, Bp., 2005 (Székfoglalók a Magyar Tudományos Akadémián)
- "The Networked Mind" (2005)
- "Kritik des reinen Bildes. Anschauung, Begriff, Schema" (2004)
- "Enzyklopädisches Wissen im 21. Jahrhundert" (2003)
- "Towards a Knowledge Society" (2003)
- "From Texts to Pictures: The New Unity of Science" (2003)
- "Pictorial Meaning and Mobile Communication" (2003)
- "Az MMS képfilozófiájához" (2002)
- "Towards a Philosophy of M-Learning" (2002)
- "Bildbedeutung und mobile Kommunikation" (2002)
- "Hagyomány és képi gondolkodás" (2002)
- "Képek mint eszközök Wittgenstein filozófiájában" (2002)
- Mobilközösség – mobilmegismerés. Tanulmányok; szerk. Nyíri Kristóf; MTA Filozófiai Kutatóintézet, Bp., 2002 (A 21. század kommunikációja)
- "Wittgenstein's Philosophy of Pictures" (2001)
- Mobil információs társadalom. Tanulmányok; szerk. Nyíri Kristóf; MTA Filozófiai Kutatóintézet, Bp., 2001 (A 21. század kommunikációja)
- A 21. századi kommunikáció új útjai. Tanulmányok; szerk. Nyíri Kristóf; MTA Filozófiai Kutatóintézet, Bp., 2001 (A 21. század kommunikációja)
- "Bilder als Wissensvermittler in der Informationsgesellschaft" (2001)
- "The Picture Theory of Reason" (2000)
- "Szavak, képek, tudásegész" (2000)
- "Nyitott tudomány, nyitott oktatás: Internet és interdiszciplinaritás" (2000)
- Filozófia az ezredfordulón; szerk. Nyíri Kristóf; Áron, Bp., 2000
- "Konservativ sein im Zeitalter des Internets" (1999)
- "A virtuális egyetem filozófiájához" (1999)
- "Információs társadalom és nemzeti kultúra" (1999)
- "Multimédia és új bölcsészettudomány" (1999)
- "Globális társadalom és lokális kultúra a hálózottság korában" (1998)
- "Post-Literacy as a Source of Twentieth-Century Philosophy" (1998)
- "Wittgenstein as a Philosopher of Secondary Orality" (1996)
- "Hálózat és tudásegész" (1994)
- A hagyomány filozófiája; T-Twins–MTAK Lukács Archívum, Bp., 1994 (Alternatívák)
- "Thinking with a Word Processor" / "Szövegszerkesztővel gondolkozva" (1993)
- "Wittgenstein and the Problem of Machine Consciousness" (1989)
- Keresztút. Filozófiai esszék; Kelenföld, Bp., 1989
- Európa szélén. Eszmetörténeti vázlatok; Kossuth, Bp., 1986
- Lendvai L. Ferenc–Nyíri J. Kristófː A filozófia rövid története. A Védáktól Wittgensteinig; 3. jav. kiad.; Kossuth, Bp., 1985
- Ludwig Wittgenstein; Kossuth, Bp., 1983 (A polgári filozófia a XX. században)
- "Szabadpiac és tekintélyelvű társadalom: Angolszász liberális-konzervatív elméletek" (1981)
- A Monarchia szellemi életéről. Filozófiatörténeti tanulmányok; Gondolat, Bp., 1980
- A magyar marxista filozófia a két világháború között. Válogatás; vál., szerk. Nyíri Kristóf; Kossuth, Bp., 1979
- A magyar filozófiai gondolkodás a századelőn; szerk. Kiss Endre, Nyíri János Kristóf; Kossuth, Bp., 1977
- A filozófia rövid története: A Védáktól Wittgensteinig (1974 – társszerző Lendvai L. Ferenc)
- "Szemantika nélkül" (1970)
- "Kant and the New Way of Words" (1970) / "Kant és a XX. század materializmusa" (1969)